# Meriçler, Karpuzlu
Meriçler là một xã thuộc huyện Karpuzlu, tỉnh Aydın, Thổ Nhĩ Kỳ. Dân số thời điểm năm 2010 là 330 người.